# Wiener Sprachheilschule
An der Wiener Sprachheilschule betreuen Sprachheillehrer Pflichtschüler mit Sprach- und Sprechauffälligkeiten. Die Förderung erfolgt entweder ambulant (in so genannten „Sprachheilkursen“ an Volks- und Sonderschulen) oder, falls eine gravierende Sprachbehinderung (Sonderpädagogischer Förderbedarf „Sprache“ (SPF)) vorliegt, in Integrationsklassen mit sprachheilpädagogischem Schwerpunkt.

## Zahlen und Fakten
Die Wiener Sprachheilschule hat den größten Lehrkörper einer Pflichtschule in Österreich. Rund 160 Lehrer befinden sich derzeit (2007) im Stand der Schule, davon sind ca. 140 im aktiven Dienst. Ungefähr ein Drittel von ihnen arbeitet in den 42 Integrationsklassen mit sprachheilpädagogischem Schwerpunkt an acht Standorten, die anderen sind im ambulanten Betreuungsbereich tätig (Sprachheilkurse, Schulambulanz, mobiles Team). Im Schuljahr 2006/07 konnten in Wien rund 5300 Pflichtschüler sprachheilpädagogisch betreut werden.

## Geschichte
Schon 1895 erfolgte in Wien durch die Schulbehörden der erste Schritt zur Betreuung sprachgestörter, schulpflichtiger Kinder. Der damalige kaiserlich-königliche Bezirksschulrat brachte in einem Erlass den Schulleitungen zur Kenntnis, dass der kaiserlich-königliche Landesschulrat die Abhaltung eines Heilkurses zur Behandlung schwerer Fälle von Stottern genehmigt. Im November desselben Jahres fand die erste Konferenz der dafür speziell ausgebildeten 20 Lehrer statt. Bis zur Einführung amtlicher Heilkurse für Schulkinder dauerte es aber noch zwei Jahre. Diese Kurse werden bis zum Beginn des Ersten Weltkriegs fortgeführt.
Der Plan, sprachgestörte Kinder einer Altersstufe zu sammeln und diese in einer Sonderklasse zusammenzuführen, wurde 1912/13 zur Wirklichkeit, als mit Kindern aus vier ersten Volksschulklassen eine eigene Sonderklasse eröffnet wurde.
Nach dem Kriegsende wurde durch die Schulbehörde infolge der nun einsetzenden Wiener Schulreform unter Otto Glöckel die Frage der Behandlung schulpflichtiger sprachgestörter Kinder neu aufgegriffen. Die Errichtung von Sonderklassen und Heilkurse wurde erneut angestrebt. Mit der Einrichtung von fünf Sprachheilklassen und acht Heilkursen für sprachgestörte Kinder an Schulen erfolgte im Schuljahr 1920/21 die Gründung der Wiener Sprachheilschule. Zum Lehrkörper gehörten im ersten Jahrzehnt nach der Gründung die Sprachheilpädagogen Karl Cornelius Rothe, Emil Fröschels und Leopold Stein.
Nach dem Zweiten Weltkrieg wurde die Wiener Sprachheilschule als vierklassige Volksschule mit drei Standorten institutionalisiert. Bereits damals war sie europaweites Vorbild für ähnliche Einrichtungen. In der Nachkriegszeit gehörten Maximilian Führing, Otto Lettmayer und Franz Maschka zum Lehrkörper.
In den 1970er Jahren wurde die Betreuung von Sprachheilkursen an anderen Sonderschulen ausgebaut. Nachdem zuerst nur die Körperbehinderten-, Hörbehinderten- und Sehbehindertenschulen sowie das Blindeninstitut betreut wurden, konnten bald alle Schülerinnen und Schüler der Allgemeinen Sonderschulen, der Sonderschulen für schwerstbehinderte und verhaltensauffällige Kinder erfasst werden.
Als in den 1980er Jahren die Integrationsbewegung erstmals für integrierenden Unterricht von behinderten Kindern eintrat, suchte auch die Wiener Sprachheilschule diesen pädagogischen Forderungen mit neuen Konzepten nachzukommen. Mitte der 1990er Jahre bot sie neben 14 Sprachheilklassen und über 250 Sprachheilkursen auch erste Integrationsklassen mit sprachheilpädagogischem Schwerpunkt an. Sukzessive wurde nun dieses erfolgreiche, integrative Unterrichtsmodell ausgebaut. Seit dem Schuljahr 2006/2007 werden alle sprachauffälligen Pflichtschüler Wiens in integrativer Form betreut. Die Wiener Sprachheilschule bietet nun als überregionales Sonderpädagogischen Zentrum (SPZ) für Sprachheilpädagogik ausschließlich Inservice-Leistungen.

## Direktoren
- 1920–1938 Karl Cornelius Rothe (1879–1932), Gründer und erster Leiter
- 1938–1946 Maximilian Führing (1892–1980)
- 1946–1964 Otto Lettmayer (1899–1982)
- 1965–1974 Franz Maschka (1909–1986)
- 1974–1980 Hannes Aschenbrenner (1919–1997)
- 1980–1988 Fritz Hinteregger
- 1989–2001 Inge Frühwirth
- 2001–2012 Irene Bauer
- seit 2012 Marcella Feichtinger